# 다나카 케이
다나카 케이(일본어: 田中 圭, 1984년 7월 10일~)는 일본 도쿄도 출신의 배우이다.

## 인물 정보

### 기본 정보
- 키 178 cm, 몸무게 66 kg[2], 발사이즈 275 mm, 혈액형 O형, 별자리 게자리이다.
- 케이(圭)라는 이름은 성인 다나카(田中)와 마찬가지로 좌우가 데칼코마니처럼 같은 모양을 가지고 있다. 겉과 속이 같은 사람으로 자라길 기원하며 이름을 지었다고 알려져 있다.
- 시부야 교육 학원 마쿠하리 고등학교 졸업하였다.[3]
- 다양한 표정 연기의 비결은 자유자재로 늘어나는 피부에 있다고 밝히기도 했다.[4]

### 가족 사항
- 5살때 여동생이 병으로 먼저 세상을 떠나자 홀로 남은 다나카 케이를 어머니가 지극정성으로 키웠다.[5]
- 8살에 부모님이 이혼하여 아버지에 대한 기억이 없으며, 어머니의 손에서 자랐다. 2018년 1월에는 암으로 병원생활을 하시던 어머니마저 세상을 떠났다.[6]
- 반려동물로 쵸코라고 불리는 개를 기르고 있었다. 이름의 유래는 초콜릿에서 온 게 아니라, 오도카니(쵸콘토) 앉아 있어서 쵸코라고 부르게 되었다. 잡지 [CREA] 나 [왕왕공화국]에서 같이 사진을 찍기도 했다.
- 2011년 8월 31일, 드라마 《바른 생활 사나이》에 같이 출연한 탤런트 사쿠라와 결혼, 이튿날 9월 1일 각자의 공식 웹사이트를 통해 공식 발표하였다. 또한 당시 사쿠라가 임신 5개월에 접어들었음을 밝혔다.[7]
- 2012년 2월 6일 장녀가, 2016년 8월 3일 차녀가 태어났다. 장녀가 본인이 출연했던 《닥터X~외과의 다이몬 미치코~》의 한 장면에서 엑스트라 출연했다고 방송에서 밝혔다.[8]

### 취미 및 특기
- 목욕하는 걸 좋아하여 온천 여행을 취미로 뽑기도 한다. 화과자 역시 좋아하며 잡지 [SODA] 지면에서 “센토와 화과자와 다나카 케이”를 연재하고 있다. 2019년 3월 29일에는 연재 3년분을 정리하여 무크로 출판하였다.[9]
- 특기는 농구이며 6살부터 시작했다.[10] 소학교를 다닐 당시 소속되어 있던 클럽팀이 전국 대회에 나갈 정도였다. 장래에 프로 선수가 되길 꿈꾸었지만, 중학교 3학년 때 인대가 끊어지는 부상을 당해 단념하였다. 그 후에 잠시 동안 농구에 관심을 접었지만, 25살부터 다시 즐기고 있다. 그 특기를 살려서 하치무라 루이와 같이 소프트뱅크 CM을 찍었다.

### 인간 관계
- 이쿠타 토마와 드라마 《마왕》을 통해 친해졌으며, 후에 이쿠타가 출연한 드라마 《보이스~생명 없는 자의 목소리~》 제4화에 이쿠타의 친구 역할로 특별 출연하였다.
- 카리나와 공동 출연할 때가 많다. (내가 걷는 길, 소에게 소원을 Love&Farm, 미사키 넘버 원!!, 내가 연애할 수 없는 이유 등)
- 이시하라 사토미와 절친이라고 할 정도로 사이가 좋다. 둘이 같은 작품에 출연한 경우가 많다. (붕대클럽, 보이스~생명 없는 자의 목소리~, 5시부터 9시까지 ~나를 사랑한 스님~, 언성・신데렐라 병원 약사의 처방전, 그리고 바통은 넘겨졌다 등)
- 스즈노스케와 같은 소속사에서 활동하고 있으며, 매년 생일파티나 할로윈파티 등 다양한 파티가 있으면 같이 찍은 사진이 올라오곤 한다.
- 오구리 슌은 같은 소속사 선배이자, 정신적 지주라고 한다. 형 동생같은 사이이며 갓 데뷔했을 때 오구리 슌 작품에 다수 출연하기도 하였다.
- 스모 선수였던 토요노시마 다이키와는 절친이자 가족끼리도 같이 시간을 보내기도 한다.

## 주요 이력

### 데뷔 전 이력
- 중학교 1학년 때 학교 안내 팸플릿의 모델을 하기도 했다.
- 영화 《GO》가 배우를 꿈꾸게 된 계기가 된 작품이다. 영화를 보고 “이런 작품에 참여하고 싶어서 배우의 길을 결심했다.”고 이야기한다. 힘들 때나 고민이 있을 때는 이 작품을 보며 마음을 가다듬는다.[11]
- 중학교 3학년 때 월간 Audition에 실린, 호리 프로덕션 주최의 영화 《죽은 자의 학교 축제》 후카다 쿄코의 상대 역을 찾는 ‘21세기 무비 스타 오디션’에 응모하였으나, 최종 전형에서 탈락하였다.

### 2000년대 이력
- 오디션을 계기로 현재의 소속사에 캐스팅 되어 연예계에 입문하게 된다.
- 2000년, 닌텐도 마리오 파티 3 광고로 데뷔하게 된다.
- 2003년, 후지 TV 화요일 밤 9시 드라마 《워터 보이즈》에서 주연 야마다 타카유키의 친구 ‘야스다 다카시’ 역을 맡는다.
- 2006년, 후지 TV 버라이어티 방송 《트리비아의 샘》 확인 VTR영상에 아무런 맥락없이 그저 웃는 청년으로 출연한 후 여러 차례 본방송 전 모두 영상이나 확인 VTR 영상에 여러 번 등장하였다. 이후 출연하는 드라마의 홍보를 위해 예능 프로그램에 출연하는 일이 많았고, 2007년 10월부터 《동물 기상천외!》에 1년 간 레귤러 해답자로서 출연했다. 이 외에도 학원제나 토크 이벤트 등에도 여러 번 참여했다.
- 2008년 1월에 개봉한 영화 《얼어붙은 거울(凍える鏡)》에서 오카노 슌역으로 첫 주연을 맡았으며, 2009년 4월부터 방송한 《육아플레이》와 그리고 같은 해 4월에 방송한 스페셜 드라마 《홈리스 중학생2》에서 TV드라마 첫 주연을 맡았다.

### 2010년대 이력
- 2011년, TV 소설 《해님》 출연을 계기로 《쓰루베 가족에게 건배》의 게스트로 출연하였다. 그러나 스튜디오 녹화가 한창이던 때, 동일본 대지진이 발생. 다나카는 조명이 떨어질 듯할 정도로 심한 진동이었다고 표현하였다. 그 후 녹화를 재개하였지만 잇따른 여진으로 후일에 다시 녹화하였다.
- 2014년, 유튜버로의 전향을 희망하여 소속사에 이야기를 하기도 했지만, 역시 연기가 좋고 연기밖에 잘 하는 게 없다고 생각하여 마음을 접었다.[12]
- 2018년 2분기 TV 아사히 드라마 《아재's 러브》에서 하루타 소이치를 연기하여 큰 인기를 끌었다. 이 인기의 영향으로 다나카 케이의 예전 사진집이 중판되기도 하고, 특집 기사를 담은 TVBros.(2018년 8월호)가 발매일 전에 증쇄가 결정되기도 했다.[13] 더불어 2018년 6월 17일에는 하코타테 경마장에서 진행된 토크쇼에 4700명이 넘는 팬이 모이기도 했다.
- 2018년 8월 3일, TV 아사히 음악방송 《뮤직스테이션 2시간스페셜》에 스키마 스위치가 출연, 다나카 케이가 주연을 맡은 《아재's 러브》의 주제가 "Revival"을 선보이게 되었고, 이에 다나카 케이가 응원차 같이 방송에 출연하였다. 생방송 음악방송 출연은 후지 TV 음악방송 《사키가케! 온가쿠반즈케》에 2013년 MC로 출연한 이래 2번째 출연이다.
- 2018년 8월 8일, 제97회 더 텔레비전 드라마 아카데미상에서 배우를 시작하여 19년 만에 처음으로 남우주연상을 수상하였다.[14]
- 2018년 9월 13일, 일본 닛테레의 구루구루나인티나인의 고치가 됩니다의 새로운 고치 멤버로 박탈되게 되었다. 방송 전부터 새로운 고치 멤버에 대한 힌트가 나올 때마다 트위터 상에서는 다나카 케이를 예상하는 트윗이 많이 올라왔으며, 결과 9월 13일 방영분에서 새로운 고치로 화이트 타이거 마스크를 쓴 채 등장하여 맹활약을 선보였다. 방송 후 기존 멤버들도 재밌는 멤버가 들어와서 방송이 보다 재밌어질 거 같다는 코멘트가 달렸다. 다나카 케이 역시 기존 멤버들과 즐겁게 방송을 하고 싶다고 밝혔다. 해당 고치 멤버의 자리는 당해 2월 21일에 타계한 오오스기 렌의 뒤를 이은 자리이다. 이에 방송에서 다나카 케이는 오오스기 렌과의 일화를 소개하기도 하였으며 인터뷰에서 그의 뒤를 잇게 되어 무척 영광스럽다고 밝혔다.[15] 2020년 12월 24일 고치21 최종전에서 탈락되어 2년 4개월간 맡아왔던 배우 포지션의 레귤러 자리를 마츠시타 코헤이가 넘겨 받게 되었다.
- 2018년 하반기에는 제97회 더 텔레비전 아카데미상에서 주연남우상 수상을 시작으로 도쿄드라마어워드 2018에서 주연남우상과 닛케이 트렌디 2018년 올해의 히트인물에 더불어 일본경제신문사에서 주최하는 2018년 올해의 수트가 잘 어울리는 남자에도 뽑히는 등 다수의 상을 수상하였다.

### 2020년대 이력
- 2021년 4월 2일부터 닛테레 음악방송 《MUSIC BLOOD》에 레귤러 MC로 출연이 확정되었다. 음악방송 MC는 《사키가케! 온가쿠반즈케》에서 처음으로 맡은 후 2번째이며, 레귤러 MC로는 첫 번째이다.
- 2021년 7월 20일 세계적으로 대유행 중인 코로나 바이러스에 감염된 사실을 공식 홈페이지를 통해 발표하였다.[16][17]
- 2022년 4월 21일 발매된 VOCE 6월호부터 정기 연재가 진행되었다. 테마는 어른의 휴일로 정해졌으며, 첫 연재는 개와 함께하는 휴일로 진행되었다.[18]

## 출연 대표 작품
| 분류                | 작품명 |
| 2000년대 목록으로 ▶ | 2000년대 목록으로 ▶ |
| ------------------- | --- |
| 드라마              | 워터보이즈, 세상의 중심에서 사랑을 외치다. 백야행, 마왕, 홈리스 중학생                                                                               |
| 영화                | 붕대 클럽, 얼어붙은 거울, 타조마루(TAJOMARU) |
| 2010년대 목록으로 ▶ | |
| 드라마              | 내가 연애할 수 없는 이유, 아재's 러브, 당신 차례입니다                                                                                               |
| 영화                | 도서관 전쟁, 파트너 시리즈 X DAY |
| 방송                | 구루나이「구르메 치킨레이스 고치니나리마스!」 |
| 2020년대 목록으로 ▶ | |
| 드라마              | 선생님을 없애는 방정식, 사신씨, 나선의 미궁 ~DNA 과학수사~, 지속 가능한 사랑입니까?, 리버설 오케스트라, unknown, 블랙 포스트맨, 아재's 러브 리턴즈   |
| 영화                | mellow, 히노마루소울~무대 뒤의 영웅들~, 총리의 남편, 당신 차례입니다 극장판, 여고생에게 살해당하고 싶어, 하우, G멘, 그 사람이 사라졌다, 극장판 닥터X |
| 방송                | 구루나이「구르메 치킨레이스 고치니나리마스!」, MUSIC BLOOD                                                                                           |

## 음반 및 출판물
| 형태       | 제목                                 | 발매일            |
| 2008년     | 2008년                               | 2008년            |
| ---------- | ------------------------------------ | ----------------- |
| 사진집+DVD | 꽃 주위를 맴도는 벌레는 항상         | 2월 14일          |
| 2011년     |                                      |                   |
| 사진집+DVD | 월간MEN 다나카 케이                  | 9월 21일          |
| 2016년     |                                      |                   |
| 무크       | R                                    | 3월 28일          |
| 무크       | 다나카 케이 PHOTOBOOK KNOWS          | 12월 15일         |
| 2017년     |                                      |                   |
| 무크       | 센토남자                             | 3월 31일          |
| 2019년     |                                      |                   |
| 무크       | 센토와 화과자와 다나카 케이          | 3월 29일          |
| 온라인음원 | 보고 싶어(会いたいよ)                | 7월 7일           |
| CD         | 보고 싶어(会いたいよ)                | 9월 4일           |
| 2020년     |                                      |                   |
| 무크       | AERA STYLE MAGAZINE meets KEI TANAKA | 1월 15일          |
| 2023년     |                                      |                   |
| 사진집+DVD | VOCE 「어른의 주말」                 | 7월 10일 7월 28일 |

## 수상 경력
| 시상식명                                          | 수상 부문              | 작품                     |
| 2008년                                            | 2008년                 | 2008년                   |
| ------------------------------------------------- | ---------------------- | ------------------------ |
| 닛칸스포츠 드라마 그랑프리 여름드라마             | 조연남우상             | 마왕                     |
| 월간 TVnavi Drama of the year 7~9월기             | 조연남우상             | 마왕                     |
| 2014년                                            |                        |                          |
| 슈퍼 쿨비즈 2014 킥오프 이벤트 COOL BIZ 10th      | 베스트 쿨비즈 대상     |                          |
| 2018년                                            |                        |                          |
| 제97회 더 텔레비전 드라마 아카데미상              | 주연남우상             | 아재's 러브              |
| 도쿄 드라마 어워드 2018                           | 주연남우상             | 아재's 러브              |
| 일본경제신문사 주최 SUITS OF THE YEAR 2018        | 아트&컬처 부문         |                          |
| GQ Japan 주최 GQ MEN OF THE YEAR 2018             | 올해의 브레이크스루 상 |                          |
| 제3회 아베마TV 어워드                             | 최우수주연상           |                          |
| 2019년                                            |                        |                          |
| 2019년도 에란도로상                               | 신인상-TV가이드 상     |                          |
| 제22회 닛칸스포츠 드라마 그랑프리                 | 주연남우상             | 아재's 러브              |
| 제102회 더 텔레비전 드라마 아카데미상             | 주연남우상             | 당신 차례입니다          |
| 제23회 닛칸스포츠 드라마 그랑프리 가을드라마 부문 | 주연남우상             | 아재's 러브 -in the sky- |
| 제1회 MORE 엔터테인먼트 어워드                    | 최애주연배우상         |                          |
| 2020년                                            |                        |                          |
| 제31회 일본 쥬얼리 베스트 드레서상                | 남성부문               |                          |
| 제28회 하시다상                                   | 신인상                 | 당신 차례입니다          |
| 제28회 하시다상                                   | 신인상                 | 아재's 러브 -in the sky- |
| 제23회 닛칸스포츠 드라마 그랑프리                 | 주연남우상             | 당신 차례입니다          |
| 제23회 닛칸스포츠 드라마 그랑프리                 | 주연남우상             | 아재's 러브 -in the sky- |
| 2021년                                            |                        |                          |
| 제50회 베스트 드레서상                            | 예능부문               |                          |
| 2023년                                            |                        |                          |
| 제26회 닛칸스포츠 드라마 그랑프리                 | 조연남우상             | 리버설 오케스트라        |
| 제115회 더 텔레비전 드라마 아카데미상             | 조연남우상             | 리버설 오케스트라        |

### 내용주
1. 1 2  한국 커뮤니티에서 소처럼 일한다고 붙여진 별명이다.
2. ↑  '다나카 케이 또 나온다'를 줄여서 표현한 별명이다.
3. ↑  주연 드라마 「당신 차례입니다 ~반격편~」의 주제가이며 배역명인 테즈카 쇼타 이름으로 발매되었다.
4. ↑  VOCE에서 연재 중인 「어른의 휴일」의 스핀오프로 '다나카 케이와 홋카이도 여행을 간다면'이라는 컨셉으로 제작된 사진집
5. ↑  VOCE 「어른의 주말」 통상판 발매일
6. ↑  VOCE 「어른의 주말」 특별판 발매일